# Соционим
Соционим (от лат. socius — общественный + др.-греч. όνυμα — имя, название), или социононим — социальный определитель, коллективное имя, название социальной группы, используемое людьми для групповой идентификации и стигматизации.

## История
В «Словаре русской ономастической терминологии» Н. В. Подольской (1988), где для обозначения общественных объединений используется понятие «коллективное прозвище», ономастический термин «соционим» не встречается. Понятие предложено А. С. Кустарёвым в статье «Престижный соционим. Самоопределение преуспевающих интеллектуалов», опубликованной в цифровом формате: «Креативный класс» — это типичное коллективное имя, или этикетка (как говорил Бурдье), или, как я предлагаю говорить, «соционим», что удобно и понятно рядом с хорошо известным понятием «этноним».
В  2006 году русский писатель Г. Б. Салтуп воспользовался термином «социононим» для именования профессионального военного сообщества людей, объединённых без учёта этнических и языковых особенностей: «По одной из современных версий происхождения этнонимов «Русь», «Рось», «русские», эти слова первоначально означали не конкретный народ славянского происхождения по крови, со своим языком, обычаями и культурой, а «социононим», компактную группу людей — представителей разных племен и языковых групп, объединённых в некое профессиональное военное (боевое) сообщество для выполнения общих задач. «Князь Игорь со всею росью своей...» — «рось» здесь — дружина воинов из наиболее активных представителей славян, норвежцев, карел, датчан, мордвы, хазар».

## Применение
А. С. Кустарёв отмечает, что соционимы употребляются в целях положительной самоидентификации и негативной стигматизации, как ярлыки в политической борьбе, как содержательно-типологические обозначения  объектов (targeted groups) политического манипулирования или маркетинга: «Чисто логически, положительная самоидентификация и отрицательная стигматизация  — две стороны одной медали. Одна и та же группа занята и тем и другим. Стигматизация другой группы — непременный коррелят положительной самоидентификации другой группы или индивида. Поэтому восхвалительные «соционимы» должны быть (и часто бывают) спарены  с очернительными. Особенно это заметно в оппозиции «интеллигент-буржуа», определившей социальные настроения по крайней мере полутора последних столетий и всё ещё не утратившей свою энергию».

## Функции соционимов
Соционимы различаются престижно-статусными, этическими, эстетическими оттенками:

Понятия «аристократ» («дворянин», «знать»), «джентльмен», «священник», «буржуа (буржуй)», «мелкий буржуа (буржуй)», «бизнесмен», «мещанин», «люмпен», «интеллектуал», «интеллигент», «белый воротничок», «профессионал», «чиновник», «менеджер», «яппи», «новый русский», «мужик», «крестьянин», «урка», «фраер», «работяга», «партийный», «технарь» и «гуманитарий», («физик» и «лирик»), «клерк», «кулак» и «бедняк», «верующий» и «атеист», «большевик» и «меньшевик», «битник», «богема», или «бобо» (аббревиатура bourgeois bohemian), «панк», «поддонок» — все эти социальные определители в разное время и в разных обществах использовались и используются инструментально в ходе социальных конфликтов, политической борьбы, экономической конкуренции, статусной конкуренции, культурной (субкультурной) экспансии.— Кустарёв А. С. Соционимы: креативный класс // Неприкосновенный запас. — 2012. — Вып. 3 (83).

### Оценочная функция
Оценочная функция разных определителей-соционимов зависит от того, кто ими пользуется и при каких обстоятельствах (в разговоре со «своими» или с «чужими»); обозначают они при этом самих себя или кого-то другого: «Слово «интеллектуал» в разных обстоятельствах и контекстах может звучать гордо, унизительно, иронически. Многозначительность соционима переменна (как электрический заряд), и вследствие этого он более или менее эффективен как инструмент самоутверждения или стигматизации других. Те или иные этикетки-соционимы становятся употребительными и, наоборот, выходят из употребления (на время или навсегда)».

## Конвертация соционимов
С. К. Белых связывает происхождение этнонима чуваши и экзоэтнонима черемисы с соционимами, использовавшимися в Волжской Булгарии для податного и военно-служилого населения: Наиболее же вероятным предположением о происхождении поволжско-тюркского названия марийцев (тат. чирмеш, чув. çармăс) выглядит гипотеза о его связи с тюркским корнем *čer- ‘сражаться, воевать’. Из этого же поволжско-тюркского источника происходит, по-видимому, и старое русское название марийцев — «черемисы».
Этимология современного этнонима персоязычного народа таты связана с тюркским соционимом, использовавшимся в Закавказье со времён средневековья для обозначения местного оседлого нетюркского населения. Словарь Брокгауза и Ефрона сообщает на этот счёт следующее: «Название Таты, кажется, не есть собственно обозначение известного народа, а является лишь определением его образа жизни и социального положения: на джагатайском наречии тюркского языка слово тат имеет значение подданного, живущего или служащего у вельможи, — и это название тюркские кочевые племена давали всем порабощённым ими народам, ведшим оседлый образ жизни. Таты были выведены в разное время из Персии в подвластные ей некогда закавказские прикаспийские провинции для борьбы с северными народами». Со временем этот соционим персы Закавказья стали сами применять в отношении себя. Термин «тат», «тати» в качестве самоназвания используется большинством татского населения Азербайджана и Южного Дагестана.
Как следует из летописных источников, государство восточных славян Русь получило своё название по варягам-руси. Древнерусские летописцы, самый ранний из которых монах начала XII века Нестор, просто отмечают, что «с тех варяг прозвалася Русская земля». По норманской теории происхождение политонима и этнонима «русь» возводится к древнеисландскому социониму Róþsmenn или Róþskarlar — «гребцы, мореходы» или к слову «руотси/роотси» у финнов и эстонцев, означающее на их языках Швецию, и которое, как утверждают некоторые лингвисты, должно было превратиться именно в «русь» при заимствовании этого слова в славянские языки. В.А. Бушаков сообщает, что  подобным же образом возникший из скандинавского социального термина этноним «русь», относившийся первоначально к осевшим на севере Восточной Европы варягам, «стал названием государства Русь, в котором варяги-русы составляли господствующий слой княжеских дружинников. На этот слой опиралась власть киевского князя, о чём ясно сказано в «Повести временных лет». Имя русь постепенно вытеснило племенные названия восточных славян, а после распада Киевской Руси оно сохранилось за русскими, карпатскими украинцами — русинами и в названии страны Беларусь».